# Sacca (Venedig)

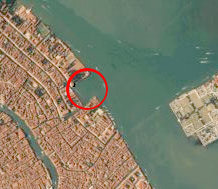
Sacca Misericordia

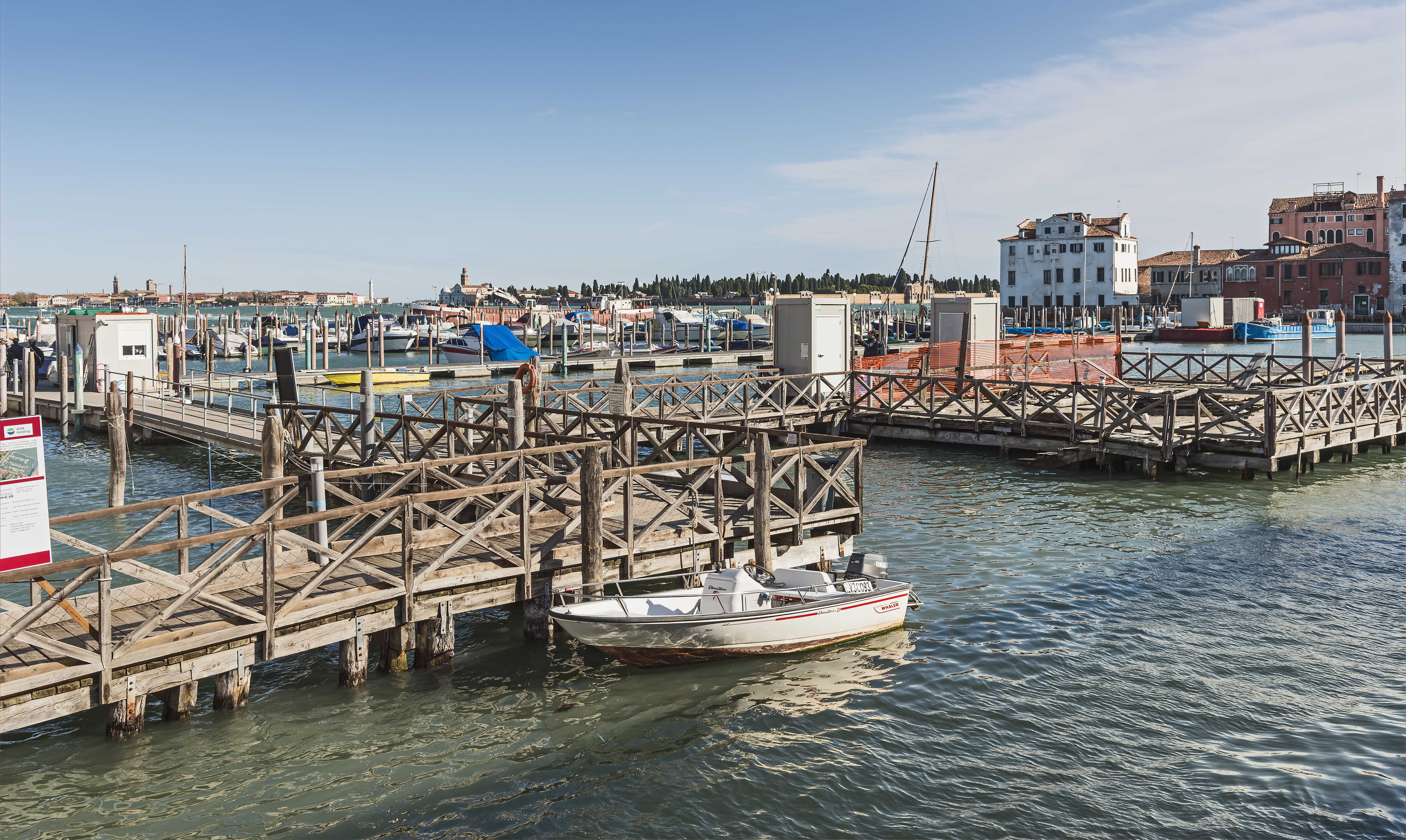
Sacca Misericordia

Als Sacche (Einzahl Sacca) werden in Venedig sowohl die durch Aufschüttungen künstlich geschaffenen Inseln, deren es derzeit drei gibt, bezeichnet, als auch die auf dieselbe Art und Weise gewonnenen Randgebiete der Stadt und eine Einbuchtung der Lagune in der Stadt. 
Die drei Inseln heißen Sacca Fisola, Sacca San Biagio und Sacca Sessola, die Zugewinnung an Land Sacca di San Girólamo und Sacca di San Alvise, die Einbuchtung im Norden der Stadt Sacca della Misericordia. Zu Beginn des 20. Jahrhunderts gab es noch eine Sacca di Santa Chiara, ein Hafenbassin mit Lagerhäusern in der Nähe des Frachthafens.
Die Insel Murano besteht eigentlich aus sieben (Teil-)Inseln. Zwei davon sind ebenfalls Sacche, nämlich Sacca Serenella (im Westen) und Sacca Mattia (im Norden).